# 小行星26757
小行星26757（26757 Bastei）是一颗绕太阳运转的小行星，为主小行星带小行星。该小行星于2001年5月20日发现。

## 轨道参数
小行星26757的轨道半长轴为2.5849537 UA，离心率为0.267。